# Limba rapa nui
Limba rapa nui (sau limba rapanui, limba pascuană; rapa nui: Vananga rapa nui) este o limbă polineziană vorbită pe Insula Paștelui (sau Rapa Nui) de 2.200 de oameni (populație de etnie rapa nui fiind 4.647 în Chile)
Rapa nui este o limbă recunoscută oficial pe Insula Paștelui și se vorbește pe deasupra de 200–300 de migranți rapa nui în Chile, pe Tahiti și în Statele Unite ale Americii.

## Sunete
Ca celelalte limbi polineziene, limba rapa nui are puține foneme, comparată cu alte limbi. în total, limba rapa nui are doar 15 sunete, 10 consoane și 5 vocale.

### Vocale
Limba rapa nui are cinci vocale. Nu există diftongi, așa că fiecare vocală se pronunță particular.
|              | Anterioare | Centrale | Posterioare |
| ------------ | ---------- | -------- | ----------- |
| Închise      | i          |          | u           |
| Semideschise | e          |          | o           |
| Deschise     |            | a        |             |

Toate vocalele pot să fie lungi sau scurte atunci când sunt în poziția finală a unui cuvânt.

### Consoane
Limba rapa nui are doar 10 foneme consoanice.
|           | Bilabiale | Alveolare | Velare | Glotale |
| --------- | --------- | --------- | ------ | ------- |
| Nazale    | m         | n         | ŋ      |         |
| Oclusive  | p         | t         | k      | ʔ       |
| Fricative | v         |           |        | h       |
| Bătute    |           | ɾ         |        |         |

## Ortografie
Limbii rapa nui folosește alfabetul latin. Versiunea alfabetului latin care e folosită pentru scrirea limbii conține 20 de litere: A, Ā, E, Ē, H, I, Ī, K, M, N, O, Ō, P, R, T, U, Ū, V, ʻ G/NG.
Consoană nazală velară (adică ŋ) este scrisă cu litera din alfabetul latin ⟨g⟩, dar ocazional e scrisă și ca ⟨ng⟩. O literă specială, ⟨ġ⟩, e folosită uneori folosită ca să se diferențieze de [g]-ul spaniol.

## Morfologie

### Structură silabică
Silabele din rapa nui sunt formate dintr-o consoană și o vocală, sau  o vocală.

## Istorie
Limba rapa nui este izolată în categoria limbilor est polineziene, din care fac parte și limbile marquesice și cele tahitice.